# سبک‌سری (فیلم)
سبک‌سری (به انگلیسی: Levity) فیلمی محصول سال ۲۰۰۳ و به کارگردانی اد سلیمان است. در این فیلم بازیگرانی همچون بیلی باب تورنتون، مورگان فریمن، هالی هانتر، کیرستن دانست، دوریان هاروود ایفای نقش کرده‌اند.